# Mạng lưới truyền thông điện tử
Ở Hoa Kỳ, mạng lưới truyền thông điện tử (ECN, viết tắt từ Electronic Communication Network) là một hình thức của hệ thống giao dịch thay thế (ATS – Alternative Trading System) bên cạnh các sàn giao dịch chứng khoán truyền thống. Mạng truyền thông điện tử là một hệ thống máy tính tự động có vai trò khớp lệnh mua và bán chứng khoán trên thị trường. Với mạng lưới này, các nhà môi giới lớn và các nhà giao dịch cá nhân có thể giao dịch trực tiếp với nhau mà không cần phải thông qua trung gian, cũng như cho phép các nhà đầu tư từ khắp nơi trên thế giới có thể giao dịch với nhau.
Các sản phẩm chính được giao dịch trên mạng truyền thông điện tử là chứng khoán và tiền tệ. ECN là các hệ thống máy tính hiển thị giá hỏi mua và giá chào bán khả dụng của chứng khoán từ nhiều người tham gia thị trường, rồi tự động khớp và thi hành lệnh giao dịch. ECN kiếm lời bằng cách tính phí giao dịch trên mỗi chứng khoán, thường là một phần trăm trên mỗi chứng khoán. Không những tạo điều kiện cho người dùng giao dịch trên các sàn giao dịch lớn trong giờ giao dịch, ECN còn được sử dụng để giao dịch chứng khoán ngoài giờ và giao dịch ngoại tệ. Với mạng truyền thông điện tử, người dùng có thể giao dịch một cách ẩn danh. Như vậy, ECN cung cấp cho người dùng sự minh bạch, ẩn danh, dịch vụ được tự động hóa, chi phí rẻ hơn.
Tính đến năm 2003, một số mạng truyền thông điện tử nổi bật ở Hoa Kỳ là Island ECN, Instinet, REDIBook, Archipelago (thành lập năm 1996), và Bloomberg Tradebook. Tính đến năm 2019 có thêm một số ECN khác như SelectNet và NYSE Arca.

## Lịch sử
Instinet là mạng truyền thông điện tử đầu tiên được phát hành vào năm 1969 và là một trong những minh chứng đầu tiên về ứng dụng của thành tựu điện toán. Các lần tu sửa luật lệ của Ủy ban Giao dịch và Chứng khoán Hoa Kỳ (SEC, viết tắt từ Securities and Exchange Commission) cũng góp phần khiến mạng truyền thông điện tử trở nên phổ biến hơn. Năm 1975, Ủy ban Giao dịch thông qua "Tu chính án về Đạo luật Chứng khoán năm 1975", khuyến khích "liên kết tất cả các thị trường của các chứng khoán hợp lệ bằng các cơ sở liên lạc và xử lý dữ liệu".
Tương tác của mạng truyền thông điện tử với NASDAQ đã góp phần phức tạp hóa các sàn giao dịch chứng khoán. Một trong những mấu chốt phát triển trong lịch sử của ECN là một hệ thống công khai giá qua quầy (over-the-counter quotation system) với NASDAQ. Cụ thể là vào tháng 3 năm 1994, một nghiên cứu của hai nhà kinh tế William Christie và Paul Schultz đã lưu ý rằng khoảng chênh lệch giá mua - giá bán (bid-ask spread) thật sự của NASDAQ lớn hơn so với các con số thống kê, tức là "Chúng tôi không thể hình dung được một viễn cảnh nào mà 40 đến 60 đại lý đang tranh nhau dòng chảy lệnh lại tránh sử dụng cách ghi giá một phần tám lẻ cùng một lúc và liên tục mà không có thỏa thuận ngầm để công khai giá trên các phân số giá chẵn. Tuy nhiên, dữ liệu của chúng tôi không cung cấp bằng chứng trực tiếp về sự thông đồng ngầm giữa các nhà tạo lập thị trường NASDAQ". Các kết quả này đã dẫn đến một vụ kiện chống độc quyền được đệ trình chống lại NASDAQ năm 1996. Nhằm mục đích thương thảo các khoản phí chống độc quyền, NASDAQ đã thông qua các quy định mới về xử lí lệnh giao dịch, trong đó NASDAQ sẽ tích hợp các mạng truyền thông điện tử vào hệ thống của mình. Năm 1997, Ủy ban Giao dịch ban hành một bộ quy định, trong đó quy định Instinet là một mạng lưới truyền thông điện tử, đồng thời các mạng truyền thông điện tử sẽ phải đăng ký với chính phủ với tư cách là một sở giao dịch chứng khoán hợp pháp, nếu không sẽ phải bị quy chế bằng một bộ tiêu chuẩn riêng cho ECN. Ủy ban Giao dịch định nghĩa thuật ngữ mạng truyền thông điện tử là "bất kỳ hệ thống điện tử nào phát tán các lệnh giao dịch rộng rãi cho bên thứ ba được đưa vào trong đó bởi một nhà tạo lập thị trường của sàn giao dịch hoặc nhà tạo lập của thị trường chứng khoán phi tập trung, từ đó cho phép các lệnh đó được thực thi toàn bộ hoặc một phần". Các ECN được quy định bởi pháp luật là phải công khai niêm yết giá chứng khoán cho công chúng biết. Việc quy định pháp luật rõ ràng về mạng truyền thông điện tử đã tạo cơ hội cho chúng có thể cạnh tranh với các sàn giao dịch lớn lúc bấy giờ và đạt được thị phần đáng kể, đồng thời giúp thúc đẩy việc tạo ra các ECN mới. Hệ quả là một cuộc cạnh tranh đã diễn ra giữa các mạng truyền thông điện tử trên các khía cạnh tốc độ, giá cả, và độ đáng tin. Đà tăng trưởng này cũng dẫn đến việc cạnh tranh khối lượng giao dịch, khi mà các mạng truyền thông điện tử bắt đầu chi tiền cho các dòng chảy lệnh liên quan đến chiết khấu hoa hồng cho các lệnh giới hạn. Các phí chiết khấu này chính là thu nhập cho các nhà giao dịch và giúp tăng khối lượng giao dịch một cách đáng kể. Ngoài ra, các ECN được quyền truy cập vào hệ thống giao dịch điện tử của sàn NASDAQ hoặc của một sàn điện tử khác miễn là thỏa mãn các yêu cầu do Ủy ban đưa ra.
Vào thời điểm đó, các ECN lớn đang hoạt động trên thị trường là Instinet và Island (ban đầu là một phần của Instinet bị tách ra, sau sáp nhập với Island thành Inet rồi bị NASDAQ mua lại), sàn giao dịch Archipelago (được NYSE mua lại) và Brut.

## Cơ chế
Để giao dịch, khách hàng phải là người đăng kí sử dụng dịch vụ mạng lưới truyền thông điện tử dài hạn. Thường thì cũng chỉ có các nhà môi giới chuyên nghiệp và các cơ sở giao dịch được phép đăng kí với ECN. Do đó, các khách hàng cá nhân phải tạo tài khoản với một trong những nhà môi giới hoặc cơ sở giao dịch nói trên. Sau khi đăng ký, khách hàng có thể truy cập ECN thông qua một cổng máy tính tùy chỉnh hoặc thông qua truy cập quay số Internet trực tiếp. Khi nhận được lệnh, các phần mềm sẽ khớp các lệnh với nhau để tìm ra mức giá thích hợp nhất, sử dụng nguyên tắc bên cạnh (contra-side). Ví dụ, các lệnh bán và lệnh mua mà có cùng mức giá và số lượng sẽ nằm cạnh nhau rồi được khớp với nhau. ECN cũng sẽ đăng tất cả các lệnh lên hệ thống để cho khách hàng xem. Với những lệnh không thực hiện được, ECN sẽ chuyển tiếp chúng đến sàn NASDAQ hoặc một ECN khác cốt để giao dịch được thực hiện. Đồng thời, ECN cũng bị ràng buộc rằng nó phải chuyển tiếp các lệnh tốt nhất từ các nhà tạo lập thị trường đến hệ thống NASDAQ. Ràng buộc này được đưa ra nhằm mục đích cấm ECN chỉ khớp tất cả các lệnh một cách nội bộ khi mà giao dịch đó có thể được thực hiện tại một mức giá ưu đãi hơn đang tồn tại ở các sàn giao dịch khác. Do đó, ECN phải liên kết sổ lệnh của nó với các sàn khác để đảm bảo lệnh được thực thi một cách tối ưu.
Ngoài ra, ECN còn có thể thiết lập chế độ ẩn danh cho những khách hàng nào có nhu cầu. Khi đó, các báo cáo thực hiện giao dịch sẽ không khai thông tin cụ thể về các lệnh mua và bán.

### Ưu và nhược điểm
Ưu điểm đầu tiên của mạng truyền thông điện tử là sự minh bạch. Các nhà giao dịch đều có thể xem được tất cả những lệnh chưa được thực hiện, từ đó biết được dữ kiện về cung - cầu để họ tự vạch ra chiến lược giao dịch. Có những sàn giao dịch cũng cung cấp thông tin này cho khách hàng nhưng không được cập nhật và đầy đủ như của ECN. Ưu điểm thứ hai là sự cắt giảm chi phí. Vì không tồn tại trung gian và người đứng giữa, chi phí cho những giao dịch được thực hiện trên ECN trở nên thấp hơn. Một ưu điểm khác chính là tốc độ thi hành lệnh nhanh do toàn bộ quy trình được tự động hóa. Điều này quan trọng cho những ai giao dịch dựa trên biến động giá nhỏ. Mạng lưới truyền thông điện tử cũng là một phương tiện để các nhà đầu tư giao dịch chứng khoán ngoài giờ làm việc của sàn giao dịch truyền thống. Trước khi ECN ra đời, chỉ có các định chế giao dịch mới được quyền truy cập chứng khoán sau khi các sàn đã đóng cửa. Nhưng nhiều khi chính lúc này lại là lúc các tin tức mới được cập nhật, khiến các nhà đầu tư nhỏ không thể giao dịch dựa trên các dữ kiện này được. Vì mạng truyền thông điện tử không bao giờ đóng cửa, nên việc giao dịch có thể được diễn ra ngày đêm.
Mạng lưới truyền thông điện tử chỉ thích hợp cho những chứng khoán có khối lượng giao dịch lớn. Giao dịch trên ECN đòi hỏi phải có một người mua tương ứng với mỗi một người bán và ngược lại, vậy nên các chứng khoán giao dịch tần suất mỏng sẽ phải đợi rất lâu mới đến lượt. Một nhược điểm khác của ECN chính là các thể loại phí, bao gồm lệ phí phải trả cho một lần sử dụng, phí tiếp cận cũng như phí hoa hồng theo số lần giao dịch.

## Trên thị trường chứng khoán
Về mặt pháp lý, các mạng truyền thông điện tử phải đăng kí với Ủy ban Giao dịch và Chứng khoán Hoa Kỳ với tư cách là một nhà môi giới chứng khoán. Ủy ban xếp loại ECN là một hệ thống giao dịch thay thế (ATS – Alternative Trading System) và vì thế phải tuân theo Bộ Quy định ATS.
Các mạng truyền thông điện tử khai trừ các mạng chéo nội bộ (crossing network) của các nhà môi giới, ví dụ như các hệ thống khớp lệnh không công khai mà lấy giá từ một sàn giao dịch công. ECN đã làm tăng sự cạnh tranh với các hệ thống cơ sở giao dịch truyền thống. Các hệ thống giao dịch thay thế dường như có mức chi phí giao dịch thấp hơn. Tuy nhiên, khi các mạng truyền thông điện tử mới xuất hiện thì điều này phần nào đã không còn đúng nữa. Đồng thời, người ta cũng thấy là sự tăng trưởng của ECN có thể phá vỡ giao dịch truyền thống. Một bài phân tích về tác động của ECN đối với NASDAQ cho thấy "mức chênh lệch cao hơn, độ sâu lớn hơn và thị trường ít tập trung hơn". Các mạng truyền thông điện tử có thể cung cấp danh sách lịch sử các lệnh kèm theo dữ liệu về giá cho người dùng. Do đó, chúng cạnh tranh bằng khả năng thu hút "các lệnh giao dịch chứa nhiều thông tin" trong "các khoảng thời gian có khối lượng giao dịch lớn và biến động lãi cao". Ủy ban Giao dịch báo cáo rằng 30% tổng số chứng khoán niêm yết được giao dịch của NASDAQ và 40% khối lượng đô la được giao dịch ở Hoa Kỳ là thông qua mạng truyền thông điện tử. Còn tác gia Hendershott cho rằng mạng truyền thông điện tử đang làm thay đổi thị trường giao dịch chứng khoán một cách đáng kể.
Tính đến năm 2012, một số sàn giao dịch lớn tại Hoa Kỳ đang nỗ lực mở rộng hệ thống giao dịch tự động của mình để cạnh tranh với mạng truyền thông điện tử. Điển hình là sàn NYSE thông báo đã thay đổi hệ thống định tuyến lệnh giao dịch Direct+ của mình, đồng thời sáp nhập với Archipelago để chiếm được một chỗ đứng trên thị trường này.